# Cantón de Valenton
El cantón de Valenton era una división administrativa francesa, que estaba situada en el departamento de Valle del Marne y la región de Isla de Francia.

## Composición
El cantón estaba formado por una fracción de una comuna, más la comuna que le daba su nombre:
- Valenton
- Villeneuve-Saint-Georges (fracción)

## Supresión del cantón de Valenton
En aplicación del Decreto n.º 2014-171 de 17 de febrero de 2014, el cantón de Valenton fue suprimido el 22 de marzo de 2015 y sus 2 comunas pasaron a formar parte; una del nuevo cantón de Villeneuve-Saint-Georges y la fracción de comuna se unió con su otra fracción para que, por medio de una reestructuración cantonal, fuera creado el nuevo cantón de Villeneuve-Saint-Georges, excepto una fracción que pasó a formar parte del nuevo cantón de Choisy-le-Roy.